# Viral marketing
Viral marketing og viral markedsføring refererer til marketingteknikker, der udnytter eksisterende sociale netværk til at sprede et budskab. Spredningen foregår gennem selvforstærkende processer, der med tiden kan stige i hastighed og omfang. Begrebet har sit navn fra virus og refererer til den samme eksplosive spredning, som virus kan skabe under gunstige forhold. Viral marketing foregår via Internettet, hvor brugere sender budskabet videre til hinanden. Netop derfor betegnes viral marketing også som en moderne form for mund-til-mund kommunikation. Et kendetegn ved denne type af marketing er, at brugeren frivilligt videresender et budskab af bevæggrunde, der læner sig op ad typiske sociale relationer. 
Det siges, at en tilfreds kunde i gennemsnit fortæller tre personer om et produkt, som han eller hun kan lide. Derimod fortælles historier om dårlige kundeoplevelser typisk 11 gange. Viral marketing beskriver og udnytter netop denne naturlige menneskelige adfærd. 
Virksomheder, der anvender viral marketing i deres reklameindsats, udnytter internetbrugernes tendens til at videresende sjove, interessante, groteske eller skøre beskeder, som for eksempel flash mob til hinanden. Traditionelt har e-mail spillet en væsentlig rolle i spredningen af virale meddelelser. Indholdet af viral marketing er typisk et spil, en video eller et link til en websted. Viral marketing gør rig brug af web 2.0 services. 

## Eksempler på viral marketing
Den amerikanske virksomhed Blendtec lancerede i 2006 en af de mest succesfulde virale kampagner til dato[kilde mangler]. Virksomheden, der producerer og sælger blendere, producerede en række film, hvor grundlægger Tom Dickson blendede forskellige uventede objekter. De første film viste, hvordan Dickson blendede glaskugler, burger meals og en rive. Filmene blev bl.a. offentliggjort på videoservicen YouTube. Internetbrugere begyndte snart at sende videoerne til hinanden – og kampagnen fik succes.
Fitness dk har i deres kampagne i marts 2010 "Lidt for lækker" brugt de sociale medier Facebook, hjemmesider og badges til at lave viral markedsføring. I kampagnen kunne man sende virtuelle badges til hinanden via Facebook og man kunne også hente fysiske badges i deres centre.